# 黃鴻逵
黃鴻逵（?—?），江西省撫州府臨川縣人，清朝政治人物、同進士出身。
光緒十八年（1892年），参加光緒壬辰科殿試，登進士三甲95名。同年五月，授内阁中书